# Урефты (озеро)
Урефты — озеро в Челябинской области России.

## География
Озеро Урефты находится на территории Долгодеревенского сельского поселения, Сосновского района. Озеро по форме круглое, площадь зеркала 8,72 квадратных километра, в диаметре 4 километра. 
Глубина небольшая, средняя 3-4 метра, наибольшая 6 метров. Дно илистое, местами песчаное, южную сторону огибает березовый лес, на юго-западе деревня Урефты. Вода чистая, немного солоноватая.
Урефты — (баш. уйрек) — утка, и словообразовательное окончание «ты», то есть «утиное озеро».

## Биосфера
В 1978 году зимние морозы затянулись, никто не бурил лед, и на озере, из-за нехватки кислорода произошёл мор рыбы. Рыбу с озера вывозили грузовиками, и на протяжении 5 лет оно пустовало. Озеро «зарыблялось» карпом и белым амуром, из аборигенов остался только карась.
Ныне водится большое количество рыбы: пелядь, рипус, сиг, плотва, карась, карп, белый амур, налим. Множество уток, лысух. Практически весь берег зарос камышом, на восточном произрастает берёзовый лес.